# Harrán
Harrán,en arameo: ܚܪܢ  Jarán, Haran o Carras (en latín: Carrhae) es un yacimiento arqueológico localizado al sudeste de la actual Turquía, en el cruce de Damasco, Karkemish y Nínive. La situación de esta antigua ciudad ha sido estratégica a lo largo de la historia. Las inscripciones asirias desde el reinado de Tiglath-Pileser I mencionan este lugar hacia el 1100 a. C. con el nombre de Harrānu, que significaría «carretera, ruta, recorrido» en acadio. Harrán fue incendiada por los hititas.
Harrán fue el escenario de la célebre batalla de Carras. Se asentaba en territorio de la moderna Turquía, en la provincia de Harrān, lindante con Siria.

## Descripción

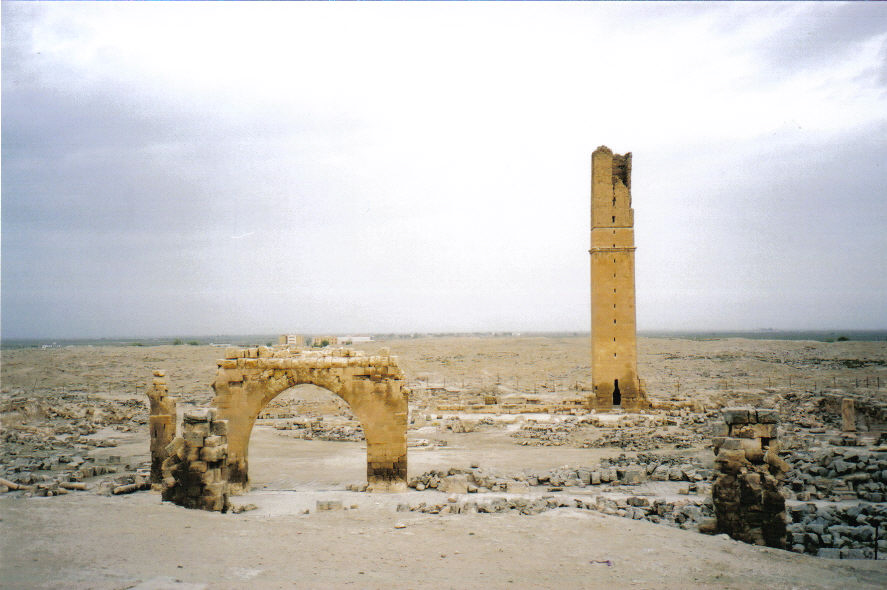
Ruinas de la ciudad.

Está situada cerca de la frontera con Siria, 70 km al suroeste de la ciudad de Sanliurfa, la antigua Edesa, donde finaliza una larga y estrecha carretera que cruza la calurosa llanura de Harrán. Fue una antigua ciudad del norte de Mesopotamia, emplazada al este del río Éufrates, a orillas de su afluente el Djullaben, en el valle del Balikh. Debido a su situación, controlaba el punto donde el camino de Damasco se une al de la gran ruta entre Nínive y Karkemish.

## Historia
Harrán era conocida al principio de la historia por ser uno de los santuarios, junto con la ciudad de Ur, dedicados al culto del dios-Luna Sin, venerado por los semitas de Mesopotamia. Perteneció al Imperio neobabilónico. Según el Cilindro de Sippar de Nabonido, este rey pasó por la ciudad durante el largo viaje de diez años que emprendió poco antes de la caída de tal Imperio.

### Dominios romano y bizantino

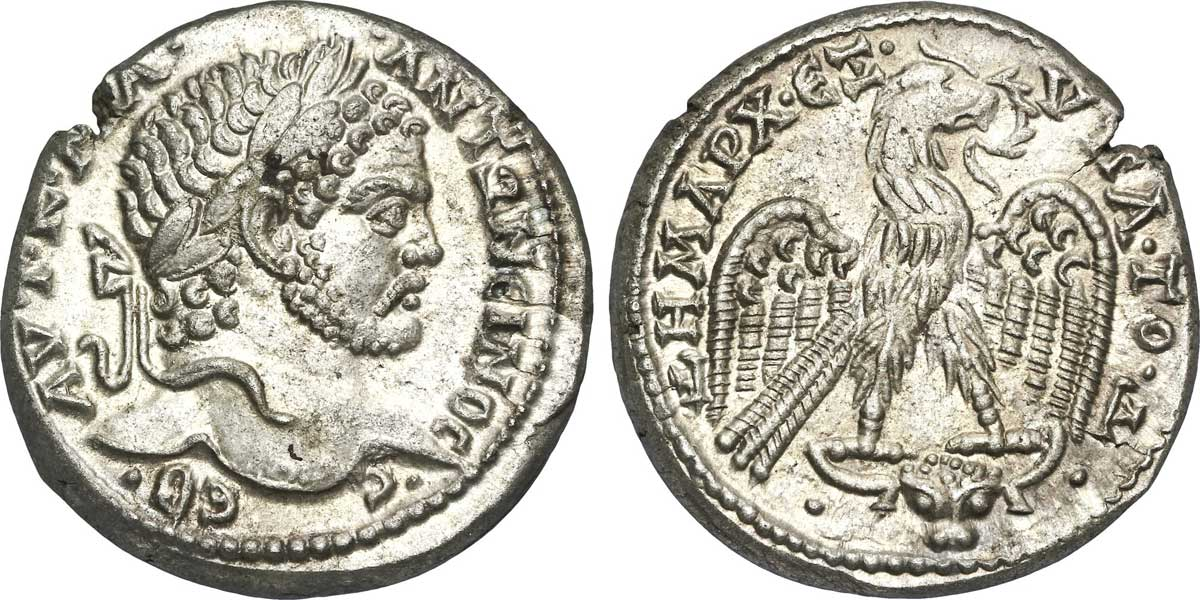
Moneda acuñada en Carrhae.

## La ciudad moderna

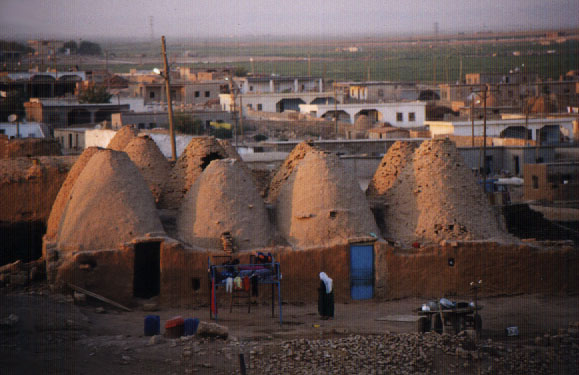
Casas tradicionales de adobe en forma de colmenas en el pueblo de Harrán, Turquía.